# Mischa Barton
Mischa Anne Marsden Barton (* 24. ledna 1986, Londýn, Anglie, Spojené království) je britská herečka, nejlépe známá díky roli Marissy Cooperové v seriálu O.C.

## Životopis
Narodila se v Londýně. Její matka pochází z Irska a otec z Anglie. Celá rodina se v roce 1990 přesunula do New Yorku. Hrát začala již v osmi letech. Nejdříve v několika divadelních představeních, na plátně si odbyla svůj debut v roce 1997, kdy si zahrála ve snímku Law Dogs, jenž získával ocenění na po celém světě. Potom se objevila i v takových hitech, jako třeba Notting Hill a Šestý smysl, i když tam na plátně nestrávila moc času. V roce 2003 přišel zlom v její kariéře – získala roli Marissy Cooperové v seriálu O.C., který ji zapsal do povědomí mnoha diváků. Ze seriálu odešla po třech sezónách, v dalším roce byl zrušen. Další její filmy Tajemství prstenu nebo Divoká jízda nebyly příliš úspěšné. Kromě herectví se věnuje také modelingu.

## Filmografie

### Film
| Rok  | Film/seriál                                          | Role                   | Poznámky            |
| ---- | ---------------------------------------------------- | ---------------------- | ------------------- |
| 1995 | Polio Water                                          | Diane                  | krátkometrážní film |
| 1997 | Lawn Dogs                                            | Devon Stockard         |                     |
| 1999 | Pups                                                 | Rocky                  |                     |
| 1999 | Notting Hill                                         | dvanáctiletá herečka   |                     |
| 1999 | Šestý smysl                                          | Kyra Collinsová        |                     |
| 2000 | Paranoia                                             | Theresa                |                     |
| 2000 | Vynechané stránky                                    | Maurie Pierce          |                     |
| 2001 | Ztracená                                             | Mary 'Mouse' Bedford   |                     |
| 2001 | Julie Johnson                                        | Lisa Johnson           |                     |
| 2001 | Drsná škola                                          | Grace Bailey           |                     |
| 2003 | Oktanový kult                                        | Natasha Wilson         |                     |
| 2006 | Divoká jízda                                         | Kristen Taylor         |                     |
| 2007 | Tajemství prstenu                                    | mladá Ethel Ann        |                     |
| 2007 | Holky z naší školky                                  | JJ French              |                     |
| 2007 | Andělé a panny                                       | Pampinea               |                     |
| 2008 | Atentát na střední                                   | Francesca Fachini      |                     |
| 2009 | Zazděná                                              | Sam Walczak            |                     |
| 2009 | Návrat domů                                          | Shelby                 |                     |
| 2010 | Práce na dvojí úvazek                                | Kat                    |                     |
| 2011 | You and I                                            | Lana Starkova          |                     |
| 2012 | Život ve strachu                                     | Aiden Ashley           |                     |
| 2012 | Beauty and the Least: The Misadventures of Ben Banks | Amy Warner             |                     |
| 2012 | I Will Follow You Into the Dark                      | Sophia Monet           |                     |
| 2012 | Apartment 1303                                       | Lara Slate             |                     |
| 2013 | A Resurrection                                       | Jessie                 | také producentka    |
| 2013 | Bhópál: Modlitba za déšť                             | Eva Gascon             |                     |
| 2014 | Zombie Killers: Elephant's Graveyard                 | Toni                   |                     |
| 2014 | Mining for Ruby                                      | Jessica King           |                     |
| 2014 | Hope Lost                                            | Alina                  |                     |
| 2015 | L.A. Slasher                                         | Herečka                |                     |
| 2015 | Checkmate                                            | Lauren Campbell        |                     |
| 2015 | The Hoarder                                          | Ella                   |                     |
| 2015 | Swat Unit: 877                                       | agentka Melanie Hamlin |                     |
| 2015 | Mejdan v Malibu                                      | slečna Maureenová      |                     |
| 2015 | Starcrossed                                          | Kat                    |                     |
| 2015 | Operator                                             | Pamela Miller          |                     |
| 2016 | Deserted                                             | Jae                    |                     |
| 2017 | Monsters at Large                                    | Katie Parker           |                     |
| 2017 | The Executor                                         | Tara                   |                     |
| 2018 | The Malevolent                                       | slečna Lowellová       |                     |
| 2018 | The Basement                                         | Kelly Owen             |                     |
| 2018 | The Toybox                                           | Samantha               |                     |
| 2018 | Ouija House                                          | Samantha               |                     |
| 2018 | Papa                                                 | Jennifer               |                     |
| 2018 | Painkillers                                          | Dívka                  |                     |
| 2018 | The Cat and the Moon                                 | Jessica Petersen       |                     |

### Televize
| Rok       | Název                                     | Role                          | Poznámky                       |
| --------- | ----------------------------------------- | ----------------------------- | ------------------------------ |
| 1995      | All My Children                           | Lily Montgomery               | díl: „                         |
| 1996      | New York Crossing                         |                               | TV film                        |
| 1996–1997 | Kablam!                                   | Betty Ann Bongo (hlas)        | 15 dílů                        |
| 2000      | Frankie a Hazel                           | Francesca 'Frankie' Humphries | TV film                        |
| 2001–2002 | Once and Again                            | Katie Singer                  | vedlejší role, 8 dílů          |
| 2002      | Prsten věčného světla                     | Vicky Austin                  | TV film                        |
| 2003      | Fastlane                                  | Simone Collins                | díl: „Simone Says“             |
| 2003–2006 | O.C.                                      | Marissa Cooperová             | hlavní role, 76 dílů           |
| 2009      | The Beautiful Life                        | Sonja Stone                   | hlavní role, 5 dílů            |
| 2010      | Zákon a pořádek: Útvar pro zvláštní oběti | Gladys Dalton                 | díl: „Správné rozhodnutí“      |
| 2012      | Cyberstalker                              | Aiden Ashley                  | TV film                        |
| 2016      | Recovery Road                             | Olivia                        | díl: „Parties Without Borders“ |
| 2016      | Dancing with the Stars                    | Samu sebe                     | soutěžící 22. řady             |
| 2017      | The Joneses Unplugged                     | Rebecca Jones                 | TV film                        |
| 2019      | The Hills: New Beginnings                 | Samu sebe                     |                                |